# Cerchysiella ghilarovi
Cerchysiella ghilarovi är en stekelart som beskrevs av Trjapitzin 1988. Cerchysiella ghilarovi ingår i släktet Cerchysiella och familjen sköldlussteklar. Inga underarter finns listade i Catalogue of Life.